# Botryllus
Genre
Synonymes
- Alcyonium Pallas, 1766[2]
- Myxobotrus Oka, 1931[2]
- Parabotryllus Kott, 1975[2]
- Polycyclus Lamarck, 1815[2]

Botryllus (les botrylles en français) est un genre d'ascidies de la famille des Styelidae.

## Liste des espèces
Selon World Register of Marine Species (1 novembre 2018) :
- Botryllus arenaceus Monniot C., 1988
- Botryllus aster Monniot C., 1991
- Botryllus closionis Monniot C., Monniot F., Griffiths & Schleyer, 2001
- Botryllus compositus Tokioka, 1967
- Botryllus delicatus Okuyama & Saito, 2001
- Botryllus eilatensis Shenkar & Monniot F., 2006
- Botryllus elegans (Quoy & Gaimard, 1834)
- Botryllus firmus Monniot F. & Monniot C., 1996
- Botryllus flavus Sanamyan & Sanamyan, 2017
- Botryllus gregalis (Sluiter, 1898)
- Botryllus horridus Saito & Okuyama, 2003
- Botryllus japonicus (Oka, 1931)
- Botryllus maeandrius (Sluiter, 1898)
- Botryllus magnus Ritter, 1901
- Botryllus mortenseni Millar, 1964
- Botryllus ovalis Monniot C., 1988
- Botryllus perspicuum Herdman, 1886
- Botryllus planus (Van Name, 1902)
- Botryllus primigenus Oka, 1928
- Botryllus promiscuus Okuyama & Saito, 2002
- Botryllus pumilus Monniot F., 2016
- Botryllus puniceus Saito & Nagasawa, 2003
- Botryllus renierii (Lamarck, 1815)
- Botryllus rosaceus Savigny, 1816
- Botryllus scalaris Saito & Mukai, 1981
- Botryllus schlosseri (Pallas, 1766)
- Botryllus separatus Sluiter, 1904
- Botryllus sexiensis Saito & Watanabe, 1981
- Botryllus stewartensis Brewin, 1958
- Botryllus stuhlmanni Michaelsen, 1918
- Botryllus tabori Rodrigues, 1962
- Botryllus tuberatus Ritter & Forsyth, 1917

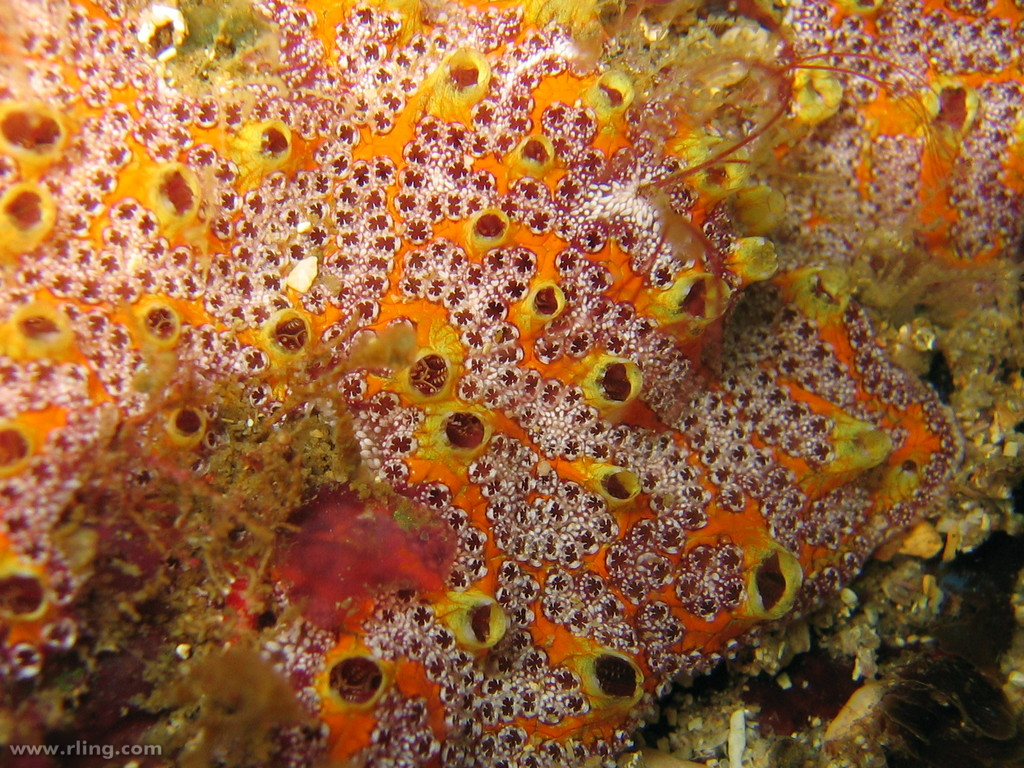
Botryllus magnicoecum
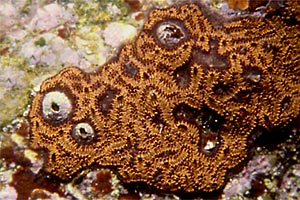
Botryllus leachii
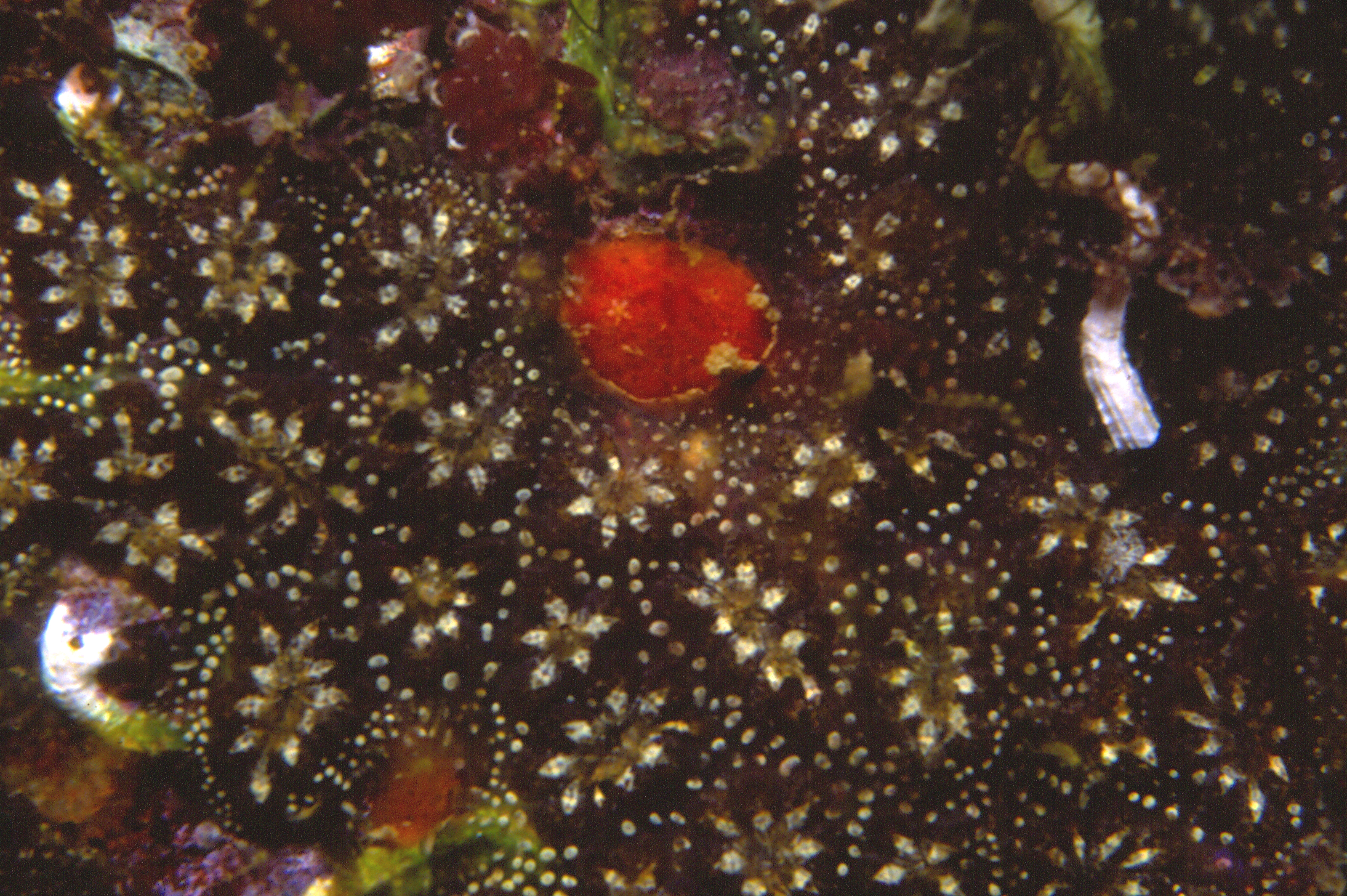
Botryllus schlosseri

## Publication originale
- Gaertner, 1774 : Zoophyta, quaedam minuta. in Pallas, Specilegia Zoologia. Berolini: G.A. Lange., n. 10, p. 24-41<(texte intégral) (la).